# Коноплянська сільська територіальна громада
Коноплянська сільська територіальна громада — територіальна громада в Україні, у Березівському районі Одеської області, створена 18 серпня 2016 року в рамках адміністративно-територіальної реформи 2015–2020 років. Населення громади складає 5514 осіб. Адміністративний центр — село Конопляне.
Громада утворена в результаті об'єднання Коноплянської, Калинівської, Михайлопільської,та  Катерино-Платонівської сільських рад.

Перші вибори відбулися 18 грудня 2016 року.

## Склад громади

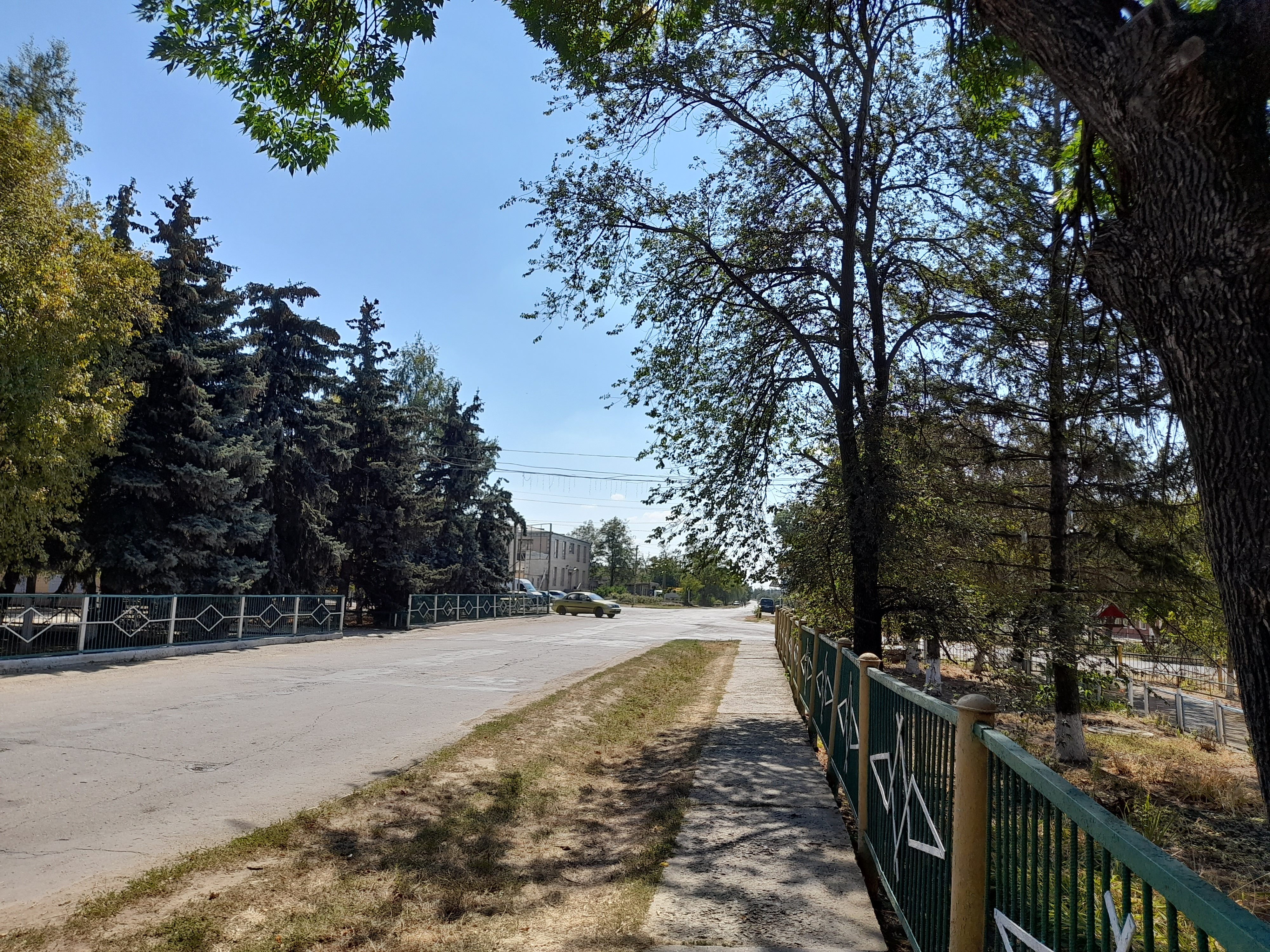
Село Конопляне — центр громади

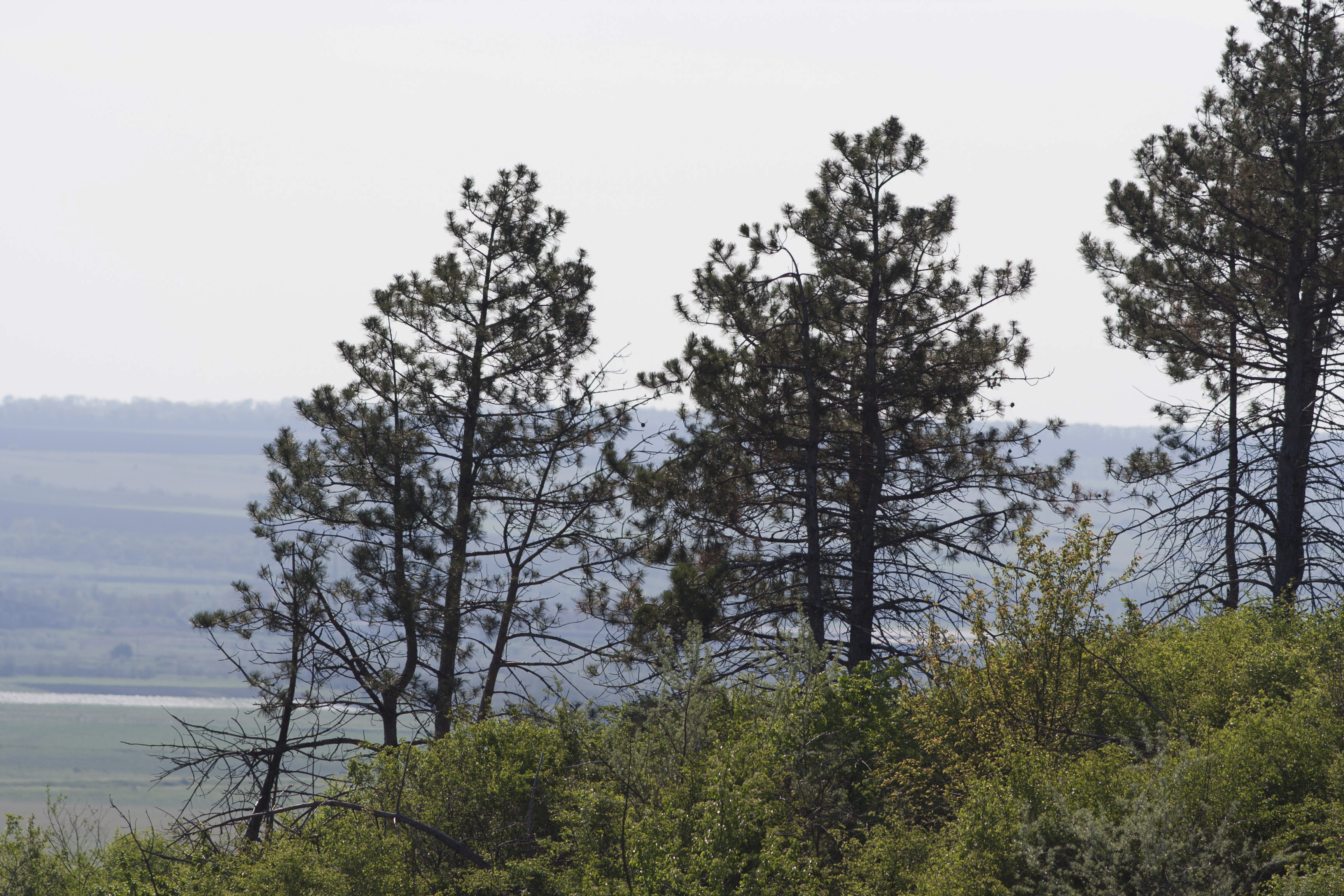
Сосни на схилі Михайлопільского Яру

Староста Михайлопільського старостинського округу: Серженюк Людмила Миколаївна
Староста Калинівського старостинського округу: Черненко Олександр Володимирович
Староста Катерино-Платонівського старостинського округу: Обухін Олександр Олександрович
До громади входить 20 сіл:
- Богунове
- Вовкове
- Ганно-Покровка
- Гудевичеве
- Джугастрове
- Калинівка
- Катерино-Платонівка
- Козлове
- Конопляне
- Крижанівка
- Люботаївка
- Маркевичеве
- Марціянове
- Михайлопіль
- Новакове
- Новоукраїнка
- Силівка
- Соколове
- Тарасівка
- Шерове